# Savār-e Vasaţ
Savār-e Vasaţ (persiska: سوار وسط) är en ort i Iran.   Den ligger i provinsen Golestan, i den norra delen av landet, 400 km nordost om huvudstaden Teheran. Savār-e Vasaţ ligger 616 meter över havet och antalet invånare är 155.
Terrängen runt Savār-e Vasaţ är kuperad åt nordväst, men åt sydost är den bergig. Terrängen runt Savār-e Vasaţ sluttar västerut.Runt Savār-e Vasaţ är det ganska glesbefolkat, med 48 invånare per kvadratkilometer. Närmaste större samhälle är Kalāleh, 19,6 km väster om Savār-e Vasaţ. I omgivningarna runt Savār-e Vasaţ växer i huvudsak blandskog.